# Fuchsrote Zwergbeutelratte

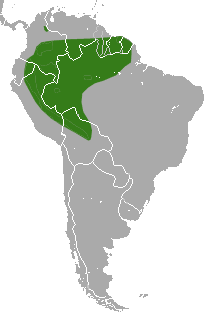
Verbreitungsgebiet laut IUCN.

Die Fuchsrote Zwergbeutelratte (Marmosa lepida) ist ein Säugetier, das im Norden Südamerikas vorkommt.
Von der Art waren bis zu Beginn des 21. Jahrhunderts nur etwa 20 Exemplare bekannt. Die Fundstellen liegen jedoch in einem weiten Gebiet im Amazonasbecken sowie in angrenzenden Tiefländern östlich der Anden in Suriname, Brasilien, Kolumbien, Ecuador, Peru und Bolivien. Exemplare konnten zwischen 100 und 1000 Meter Meereshöhe registriert werden. Als Lebensraum dienen tropische Regenwälder.

## Merkmale
Die Fuchsrote Zwergbeutelratte erreicht eine Kopf-Rumpf-Länge von 88 bis 120 mm, eine Schwanzlänge von 140 bis 150 mm, eine hintere Fußlänge von 16 bis 19 mm sowie ein Gewicht von 18 bis 42 g. Damit gehört die Art zu den kleinsten Zwergbeutelratten. Wie die nahen Verwandten besitzt sie große Augen, große dünne Ohren und einen Greifschwanz. Dunkle Ringe um die Augen erinnern an eine Gesichtsmaske.  Wie bei den anderen Vertretern der Gattung fehlt Weibchen ein Marsupium, es sind 7 Zitzen vorhanden. Die Art unterscheidet sich von den anderen Zwergbeutelratten durch ihre geringe Größe und durch abweichende Details im Schädelbau. Jungtiere können leicht mit Nachkommen von Gracilinanus emiliae verwechselt werden.

## Lebensweise
Über die Lebensweise ist so gut wie nichts bekannt. Es wird vermutet, dass sich die Art wie die anderen Zwergbeutelratten verhält. So werden Insekten und Früchte als Nahrung angenommen.

## Gefährdung
Die IUCN listet die Fuchsrote Zwergbeutelratte aufgrund des großen Verbreitungsgebiets als nicht gefährdet (Least Concern).